# Indigo (evenement)
Indigo (gestileerd als INDIGO) is een jaarlijks eendaags evenement in Nederland dat zich richt op de zakelijke kant van computerspelontwikkeling. Het evenement brengt ontwikkelaars, uitgevers, investeerders en pers uit de Nederlandse computerspelindustrie samen. Het evenement werd van 2010 tot 2024 georganiseerd door Dutch Game Garden en vond plaats in Utrecht. Sinds 2025 ligt de organisatie bij de stichting Benelux Games Promotional Initiative (BGPI) en wordt Indigo in Rotterdam gehouden.

## Opzet
Indigo omvat diverse programmaonderdelen, waaronder "Discover", "Talks" en "MeetToMatch". De "Discover"-showcase biedt een podium voor de nieuwste games van Nederlandse en Belgische ontwikkelaars. Tijdens deze showcase worden de spellen gespeeld door streamers, wat ontwikkelaars de gelegenheid geeft om hun werk nader toe te lichten en te bespreken. Het "Talks"-conferentieprogramma omvat panelgesprekken, interviews en lezingen. "MeetToMatch" is een platform voor zakelijke ontmoetingen tussen ontwikkelaars en investeerders. Hiernaast wordt er jaarlijks door een vakjury het INDIGO Award uitgereikt aan één van de deelnemende computerspellen.

## Overname
Na de sluiting van Dutch Game Garden in 2024 werd de organisatie van Indigo overgenomen door de nieuw opgerichte stichting Benelux Games Promotional Initiative. Deze stichting, ondersteund door onder andere de Dutch Games Association, de gemeente Rotterdam en het Vlaams Audiovisueel Fonds, heeft als doel de promotie van gameontwikkelaars en -bedrijven in de Benelux voor de internationale markt. Indigo verhuisde daarbij van Utrecht naar Rotterdam en werd een tweedaags evenement in het World Trade Center Rotterdam.